# أحمدو بمبا
الشيخ أحمد بمبَ امباكي (بالفرنسية: Ahmadou Bamba)، (ولادة 1853، وفاة 1927) واسمه الحقيقي هو أحمد ابن محمد ابن حبيب الله، شيخا ورعا وعالما جليلا ينحدر من أسرة أنجبت عددا من الأولياء في السنغال. وأصبح الشيخ، المعروف أيضا باسم «خادم الرسول»، إحدى الشخصيات البارزة في الإسلام الصوفي بمنطقة غرب أفريقيا من خلال تأسيسه للطريقة المريدية.
ونذر الشيخ أحمدو بمبا مباكي، الذي يسميه مريدوه أيضا «سيرين طوبى» (ولي طوبى)، حياته للعبادة وذكر الله والوعظ والإرشاد.
وقد أسس مدينة طوبى سنة 1887، ونجح آنئذ في إقناع عدد من ملوك المنطقة باعتناق الإسلام. كما عرف بمقاومته للاستعمار الفرنسي الذي كان ينهج سياسة قائمة على طمس الهوية الدينية لشعوب المنطقة. ونظرا لقدرته الكبيرة على تعبئة أتباعه ضد الاستعمار، اعتقلته السلطات الاستعمارية ونفته سنة 1895 إلى الغابون لسبع سنوات.
وبعد عودته المظفرة من منفاه، قام الشيخ أحمد بمبا مباكي ببناء المسجد الأكبر لطوبى الذي شيدت حوله مدينة صغيرة حملت نفس الاسم وتحتضن ضريحه.

## نشأته
منشأه في بوال في قرية مبك بناها جده محمد والد أبيه حبيب الله وأسكنها بعض أولاده أقطعها له همركون أمير كجور وبول وكان يحب العلماء والصالحين ويحتمل لهم ما قل من يحتمله وكان كلما كان العالم أشد بغضا له وأشد فرارا من مخالطته يكون أحرص على قربه وتطبيب خاطره وبيتهم في الأمراء بيت كبير توالى منهم الأمراء بين كجور وبول كثيرا تفردوا بالإمارة عليها مائة وأربعين سنة يتخللها سنور قليلة يتغلب عليهم بعض البيوتات القديمة لأن بيتهم أحدث بيت من بيوت الإمارة في البلدين ألا إنهم أوسع ملكا ومن أحزمهم سياسة وفيهم عدل أولهم لتسكاب وآخرهم صمب لوب الذي ولاه النصارى أول تغلبهم على البلاد وقتلوه أخيرا لخلاف وقع بينه وبينهم في أوائل القرن الرابع عشر وولوا حاشرته مكانه وليست هذه الجمل مما نكتب لأجله ولكن أثبتها لما قد يعرض من ذكر شيء له تعلق بسياسة البلاد في سيرة والد شيخنا لارتباط القضاء بهم ولما يعرض في سيرة الشيخ وعادته مع الأمراء وكيف يغلظ عليهم ويعتز بعكس ما هو عليه مع المسلمين من لين الجانب كما ينبغي أن يكون أهل الله وأصفياؤه أذلة على المؤمنين أعزة على الكافرين
قلنا لك إن العالم محمد بن حبيب الله والد الإمام مسكنه بول كما تقدم وكان عالما أخذ العلم بالرحلة عن مدارس انجامبور كان أكبر جانب في كجور اختص بسكناه المسلمون عن شيخ من أهل كك يسمى مصمب هنت جوب وكان من جلة العلماء كما كانت أجداده وبيتهم بيت شهير من بيوت العلماء في كجور وسائر سنكال من لدن جدهم المختار دمب وقد أرخت مولده وعمره بيتان هما
في جيقش من هجرة المختار مولد جدك ككه المختار
وعمره جدا يهل علما أورث خصبا وأفاد غنما

## دعوته الإصلاحية
وينقل عن الشيخ محمد المحمود الطوبوى في كتابه «النهج القويم في سيرة الشيخ الخديم» قوله: «كان يملأ السنغال كله اللهو واللعب والخرافات.. فجاء الشيخ الخديم ودعا الناس إلى الله بإخلاص العبادة له وحده، وترك البدع والخرافات، والتخلق بمكارم الأخلاق، والإعراض عن هذه الدنيا الفانية، والإقبال على الله بالكلية.» مما حدا بالشيخ «تيورو أمباكى» أن يقول في قصيدة يمدحه بها:
والله لولاه مات الناس كلهم... على طريقة ابليس الذي سمجا
سماحته رضي الله عنه
أما السماحة والسخاء والجود فيجاده الصافنات وكرائمه الصافيات لا يتعاظم عنه شيء في البذل ولا يناجيه ضميره إلا به ينفق بسهولة ويوثر ولو على خصاصة يهتز للمعروف ويرتاح للندى قال فيه شاعره الخنذيذ محمد بن المعلى من قصيدة له فيهإذا اهتز للمعروف وارتاح للندى وأعطى عطاء السمح غير المؤنب
فدعني من معن وكعب وحاتم ومن هرم دعني وآل المهلب
فهو رضي الله عنه بلغ أقصى الغاية في السخاء ومن سخائه أنه أعطى حرفته لوالده وهو لا نفيرا ولا فتيلا والجود بالعز فوق الجود بالكرم ولم يبخل من ثم بشيء مما دونه على طالب أو سائل أو زائر آثر بلقمته حين لا يدخر غيرها وبقميصه حين لا يستدفئ إلا به وبجواده حين لا عدة له سواه وبكتبه حين لا يعول إلا عليها وبزرعه حين لا ذخر إلا هو لوجه ربه وثقة بما في يده وزهدا في غيره خالف الشيطان وهو يعده الفقر ويأمره بالفحشاء ووافق الله والله يعده مغفرة منه وفضلا والله واسع عليم فأعاذه تعالى منه وزحزح الفقر والفحشاء منه وصدقه وعده مغفرة وعزما وفضلا واسعا أهدى حرفته لوا لده فحشر الله إليه الحرف والمحترفين يعملون له ما يشاء من محاريب ومساجد وأدوات وآلات كل لما يسره الطالب
ومن سماحته وبره وعظم همته تعرفه بجميع من ينسب للولاية أو يعرف بالعلم ووصلته بهم وإحسانه إليهم وبذله لهم الأموال الطائلة التي ما زال تأتيه من الجهات بكثرة وهو فيها أزهد من الحجاج في تبالة ولا يدخرها ولا يقتنيها رضي الله عنه ويرضاه عنا آمين

## وفاته
توفى الشيخ بعد ثلاثين عاما أمضاها في المنفى والإقامة الجبرية في يوم الأربعاء 20 محرم سنة 1346 هـ الموافق19 يوليو سنة 1927 م.